# Ronnie Schell
Ronnie Schell (* 23. Dezember 1931 in Richmond, Kalifornien) ist ein US-amerikanischer Schauspieler und Sprecher.

## Leben
Ronnie Schell wurde 1931 in Richmond, im US-Bundesstaat Kalifornien geboren. Er ist italienischer Abstammung. Er besuchte die San Francisco State University.

## Filmografie
- 1958: Alarm im Hafen (Harbor Command, Fernsehserie, Folge 1x30)
- 1964–1969: Gomer Pyle, U.S.M.C. (Gomer Pyle, Fernsehserie, 92 Folgen)
- 1965: Valentine's Day (Fernsehserie, Folge 1x29)
- 1965–1966: The Patty Duke Show (Fernsehserie, 3 Folgen)
- 1966, 1968: The Andy Griffith Show (Fernsehserie, 2 Folgen)
- 1966–1970: Süß, aber ein bißchen verrückt (That Girl, Fernsehserie, 3 Folgen)
- 1967–1968: Good Morning World (Fernsehserie, 26 Folgen)
- 1969–1970: The Jim Nabors Hour (The Jim Nabors Show, Fernsehserie, 2 Folgen)
- 1970–1971: Wo die Liebe hinfällt (Love American Style, Fernsehserie, 2 Folgen)
- 1972: The New Dick van Dyke Show (Fernsehserie, 2 Folgen)
- 1972–1973: Der Nächste bitte! (The Brian Keith Show, Fernsehserie, 2 Folgen)
- 1973: Here We Go Again (Fernsehserie, Folge 1x08)
- 1973: Butch Cassidy and the Sundance Kids (Butch Cassidy & The Sundance Kids, Fernsehserie)
- 1973: Temperatures Rising (New Temperatures Rising, Fernsehserie, Folge 2x08)
- 1973: Meiner Frau bleibt nichts verborgen (The Girl with Something Extra, Fernsehserie, Folge 1x12)
- 1973: Diana (Fernsehserie, Folge 1x12)
- 1973: Goober & The Ghost Chasers (Goober and the Ghost Chasers, Fernsehserie, 16 Folgen, Stimme)
- 1973: Peter Puck (Miniserie, 9 Folgen)
- 1973–1974: Adam-12 (Fernsehserie, 2 Folgen)
- 1973–1974: Wartet nur, bis Vater kommt (Wait Till Your Father Gets Home, Fernsehserie, 3 Folgen, Stimme)
- 1973–1976: Notruf California (Emergency!, Fernsehserie, 4 Folgen)
- 1974: Lotsa Luck (Fernsehserie, Folge 1x18)
- 1974: Happy Days (Fernsehserie, 2 Folgen)
- 1975: Der Retorten-Goliath (The Strongest Man in the World)
- 1975: The Impostor (Fernsehfilm)
- 1975: Karen (Fernsehserie, Folge 1x08)
- 1975: Big Eddie (Fernsehserie, Folge 1x10)
- 1976: The Whiz Kid and the Carnival Caper (Fernsehfilm)
- 1976: Gus
- 1976: Sanford and Son (Fernsehserie, Folge 6x07)
- 1976: Zotti, das Urviech (The Shaggy D.A.)
- 1976–1977: Walt Disneys bunte Welt (Walt Disney's Wonderful World of Color, Fernsehserie, 3 Folgen)
- 1977: Code R (Fernsehserie, Folge 1x05)
- 1977: Fred Flintstone and Friends (Fernsehserie)
- 1977: Forever Fernwood (Fernsehserie)
- 1977: Lachen auf Rezept (The Practice, Fernsehserie, Folge 2x13)
- 1977, 1979: Imbiss mit Biss (Alice, Fernsehserie, 2 Folgen)
- 1977–1980: Captain Caveman and the Teen Angels (Webserie, 39 Folgen, Stimme)
- 1978: Die Katze aus dem Weltraum (The Cat from Outer Space, Stimme)
- 1978: Yogi's Space Race (Fernsehserie, 13 Folgen, Stimme)
- 1978–1980: Battle of the Planets (Fernsehserie, 85 Folgen, Stimme)
- 1979: Ein Duke kommt selten allein (The Dukes of Hazzard, Fernsehserie, Folge 1x02 Heiße Platten)
- 1979: Drei Engel für Charlie (Charlie’s Angels, Fernsehserie, Folge 3x19 Die Marathon-Engel)
- 1979: Turnabout (Miniserie, Folge 1x06)
- 1979: Liebe auf den ersten Biss (Love at First Bite)
- 1979: One Day at a Time (Fernsehserie, Folge 4x26)
- 1979: Mork vom Ork (Mork & Mindy, Fernsehserie, Folge 2x02 Mork im Wunderland – Teil 2)
- 1979: California Fever (Miniserie, Folge 1x01)
- 1979: Casper und die Engel (Casper and the Angels, Fernsehserie, Folge 1x13, Stimme)
- 1980: Zahltag im Supermarkt (How to Beat the High Co$t of Living)
- 1981: Zum Teufel mit Max (The Devil and Max Devlin)
- 1981: Love Boat (The Love Boat, Fernsehserie, Folge 4x28)
- 1981: The Perfect Woman (Fernsehfilm)
- 1982: Too Close for Comfort (Fernsehserie, Folge 2x11)
- 1982: Strike Force (Fernsehserie, Folge 1x11)
- 1982: Witzbuch (Jokebook, Fernsehserie, Folge 1x01, Stimme)
- 1982: Fleischklops und Spaghetti (Meatballs and Spaghetti, Fernsehserie)
- 1982: Madame's Place (Fernsehserie, Folge 1x19)
- 1982–1983: Shirt Tales (Fernsehserie, 23 Folgen, Stimme)
- 1982, 1984: Trapper John, M.D. (Fernsehserie, 2 Folgen)
- 1982–1988: Die Schlümpfe (The Smurfs, Fernsehserie, 4 Folgen, Stimme)
- 1984: ABC Weekend Specials (Fernsehserie, Folge 8x01)
- 1984–1985: Down to Earth (Fernsehserie, 14 Folgen)
- 1985: Die Schnorchels (Snorks, Fernsehserie, Folge 2x01, Stimme)
- 1985–1989: California Clan (Santa Barbara, Fernsehserie, 19 Folgen)
- 1986: New Love, American Style (Fernsehserie, Folge 1x11)
- 1986: Shadow Chasers (Fernsehserie, Folge 1x09)
- 1986: The Check Is in the Mail… (The Check Is in the Mail)
- 1986: Sledge Hammer! (Fernsehserie, Folge 1x02 Heuern und feuern)
- 1986: Die Wauzis (Pound Puppies, Fernsehserie, 2 Folgen, Stimme)
- 1986–1988: Flintstone Kids (The Flintstone Kids, Fernsehserie, 4 Folgen, Stimme)
- 1987: Sturzflug ins Chaos – Wenn schräge Vögel fliegen lernen (Dutch Treat)
- 1987: Ultraman: The Adventure Begins (Fernsehfilm, Stimme)
- 1987: Scooby-Doo und die Boo Brüder (Scooby-Doo Meets the Boo Brothers, Fernsehfilm, Stimme)
- 1987: DuckTales – Neues aus Entenhausen (DuckTales, Fernsehserie, Folge 1x46 Glatte Bruchlandung, Stimme)
- 1987: Touchdown (1st & Ten, Fernsehserie, 2 Folgen)
- 1988: She's the Sheriff (Fernsehserie, Folge 1x17)
- 1988: Ab heute sind wir makellos (Perfect People, Fernsehfilm)
- 1988: Mathnet (Fernsehserie, Folge 2x02)
- 1988: Square One TV (Square One Television, Fernsehserie, Folge 2x08)
- 1988: Scooby-Doo und die Geisterschule (Scooby-Doo and the Ghoul School, Fernsehfilm, Stimme)
- 1988: Mr. Belvedere (Fernsehserie, Folge 5x05)
- 1988: The New Gidget (Fernsehserie, Folge 2x15)
- 1988–1989: Fantastic Max (Fernsehserie, 3 Folgen, Stimme)
- 1989: Jesse aus dem All (Hard Time on Planet Earth, Fernsehserie, Folge 1x08)
- 1989: Harrys Nest (Empty Nest, Fernsehserie, Folge 2x11 Eine Weihnachtsgeschichte)
- 1989: California High School (Saved by the Bell, Fernsehserie, Folge 1x16 Geschäftsideen)
- 1989: 227 (Fernsehserie, Folge 5x13 Ein schlechter Scherz)
- 1990: Golden Girls (The Golden Girls, Fernsehserie, Folge 5x15 Das ganze Leben ist Reklame)
- 1990: Die Jetsons – Der Film (Jetsons: The Movie, Sprechrolle)
- 1990: Grüße aus dem Jenseits (Shades Of L.A., Fernsehserie, Folge 1x04)
- 1990: Schlafmütz & Co. (Potsworth & Co., Fernsehserie, 13 Folgen, Stimme)
- 1991: Mein Vater ist ein Außerirdischer (Out of This World, Fernsehserie, Folge 4x19)
- 1991: Rover Dangerfield (Stimme)
- 1991: Good & Evil (Fernsehserie, Folge 1x04)
- 1991: Yo Yogi! (Fernsehserie, 9 Folgen, Stimme)
- 1991: Louise Duart: The Secret Life of Barry's Wife (Fernsehfilm)
- 1992: Die Legende von Prinz Eisenherz (The Legend of Prince Valiant, Fernsehserie, Folge 1x19, Stimme)
- 1992: Tom & Jerry Kids (Fernsehserie, Folge 3x21, Stimme)
- 1992: Rugrats (Fernsehserie, Folge 2x15, Stimme)
- 1993: Familie Feuerstein: I Yabba Dabba Du (I Yabba-Dabba Do!, Fernsehfilm, Stimme)
- 1993: Crazy Instinct (Fatal Instinct)
- 1993: Dorf Goes Fishing
- 1993: Die Stars von Hollyrock (Hollyrock-a-Bye Baby)
- 1994: Flying Toys – Die Rache des Roten Barons (Revenge of the Red Baron)
- 1994: Danielle Steels Familienbilder (Family Album, Miniserie)
- 1995–1996: Mit Herz und Scherz (Coach, Fernsehserie, 2 Folgen)
- 1997: The What a Cartoon Show (What a Cartoon!, Webserie, Folge 1x39, Stimme)
- 1997: Good Bad Guy – Killer aus Zufall (The Good Bad Guy)
- 1997: Venus Envy
- 1997–2000: Disneys Große Pause (Recess, Fernsehserie, 4 Folgen, Stimme)
- 1998: Eine starke Familie (Step by Step, Fernsehserie, Folge 7x15)
- 1998: The Wayans Bros. (Fernsehserie, Folge 5x03)
- 2000: Family Jewels
- 2000: The Elvis and Jack Nicklaus Mysteries (Fernsehserie, 4 Folgen, Sprechrolle)
- 2000: The View from the Swing
- 2001: Disneys Große Pause – Der Weihnachtswunderfilm (Recess Christmas: Miracle on Third Street, Stimme)
- 2003: Lloyd im All (Lloyd in Space, Fernsehserie, Folge 4x03, Stimme)
- 2004: Yes, Dear (Fernsehserie, Folge 4x16)
- 2004: Phil aus der Zukunft (Phil of the Future, Fernsehserie, Folge 1x16)
- 2004: Megas XLR (Webserie, 2 Folgen, Stimme)
- 2004, 2007: Die gruseligen Abenteuer von Billy und Mandy (The Grim Adventures of Billy & Mandy, Fernsehserie, 2 Folgen, Stimme)
- 2005: The Biggest Fan
- 2008: Easy to Assemble (Fernsehserie, 2 Folgen)
- 2010: Liebe, oder lieber doch nicht (Love & Distrust)
- 2010: Soupernatural
- 2011: Jessie (Fernsehserie, Folge 1x06)
- 2012: Retired at 35 (Fernsehserie, Folge 2x03)
- 2014–2015: You'll Be Fine (Fernsehserie, 3 Folgen)
- 2017: Heaven's Waiting Room (Fernsehserie)
- 2017–2018: See Ya (Fernsehserie, 2 Folgen)
- 2018: Kaplan's Korner (Fernsehserie, Folge 1x03)
- 2020: Beyond Hope 2020 (Fernsehserie)
- 2022: Toomie: The Hungry Tumor